# Aptychotrema bougainvillii
Aptychotrema bougainvillii är en rockeart som först beskrevs av Müller och Henle 1841.  Aptychotrema bougainvillii ingår i släktet Aptychotrema och familjen Rhinobatidae. Inga underarter finns listade i Catalogue of Life.